# Schuld
Schuld est une municipalité allemande située dans le land de Rhénanie-Palatinat et l'arrondissement d'Ahrweiler.
En juillet 2021, le village a été gravement endommagé par des inondations.